# Noale
Noale (venetisch Noal) ist eine italienische Gemeinde (comune) mit 16.169 Einwohnern (Stand 31. Dezember 2023) in der Metropolitanstadt Venedig, Region Venetien.

## Geographie
Noale liegt etwa 23 Kilometer nordwestlich von Venedig am Fluss Marzenego auf 18 m s.l.m. Das Gemeindegebiet bedeckt eine Fläche von 25 km². Zur Gemeinde gehören neben Naole auch Fraktionen Briana, Cappelletta und Moniego. Nachbargemeinden sind Mirano, Salzano, Santa Maria di Sala, Scorzè sowie Massanzago und Trebaseleghe in der Provinz Padua.

## Wirtschaft
Die Gemeinde ist Sitz des Motorradherstellers Aprilia.

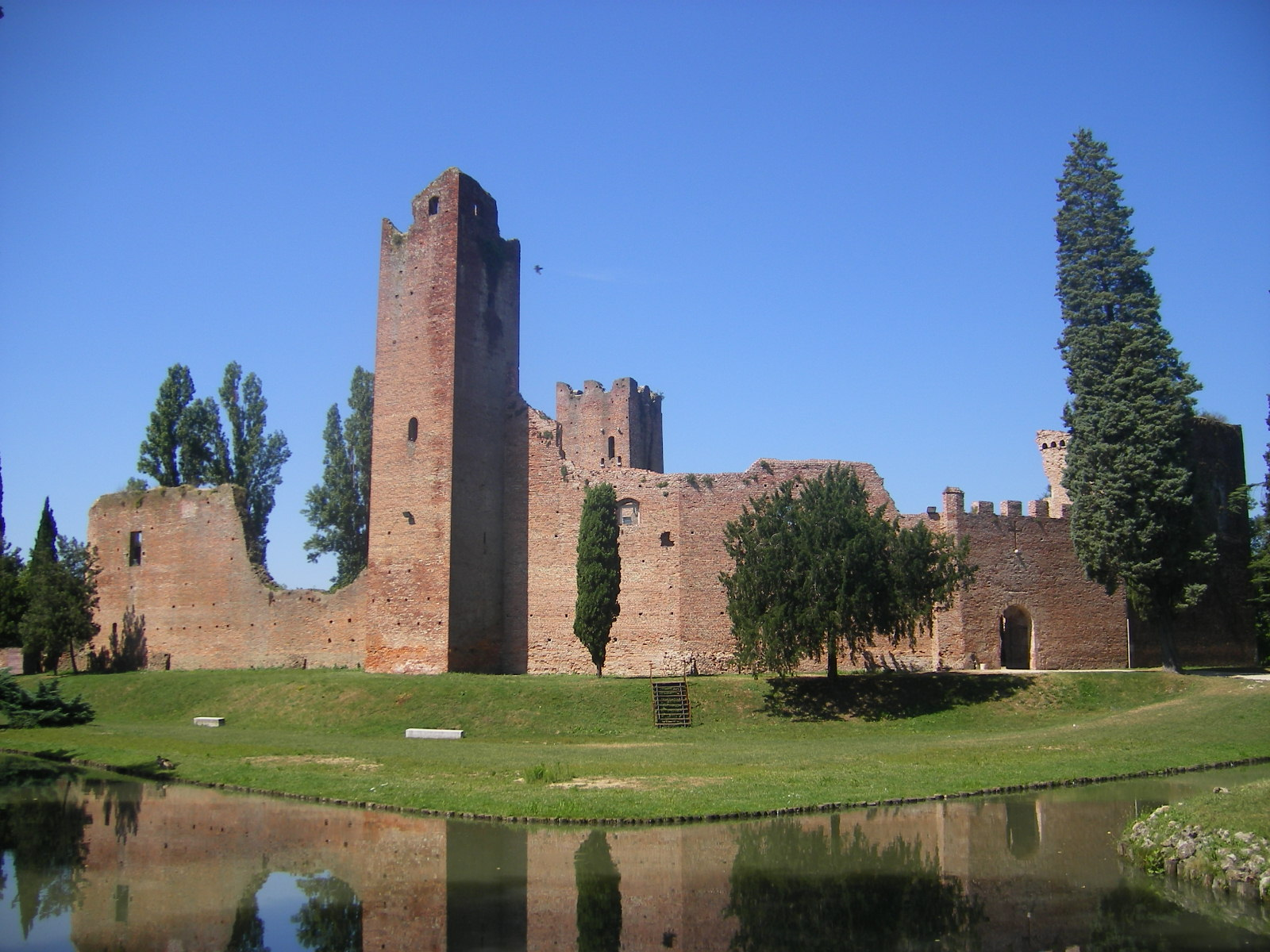
Rocca der Tempesta
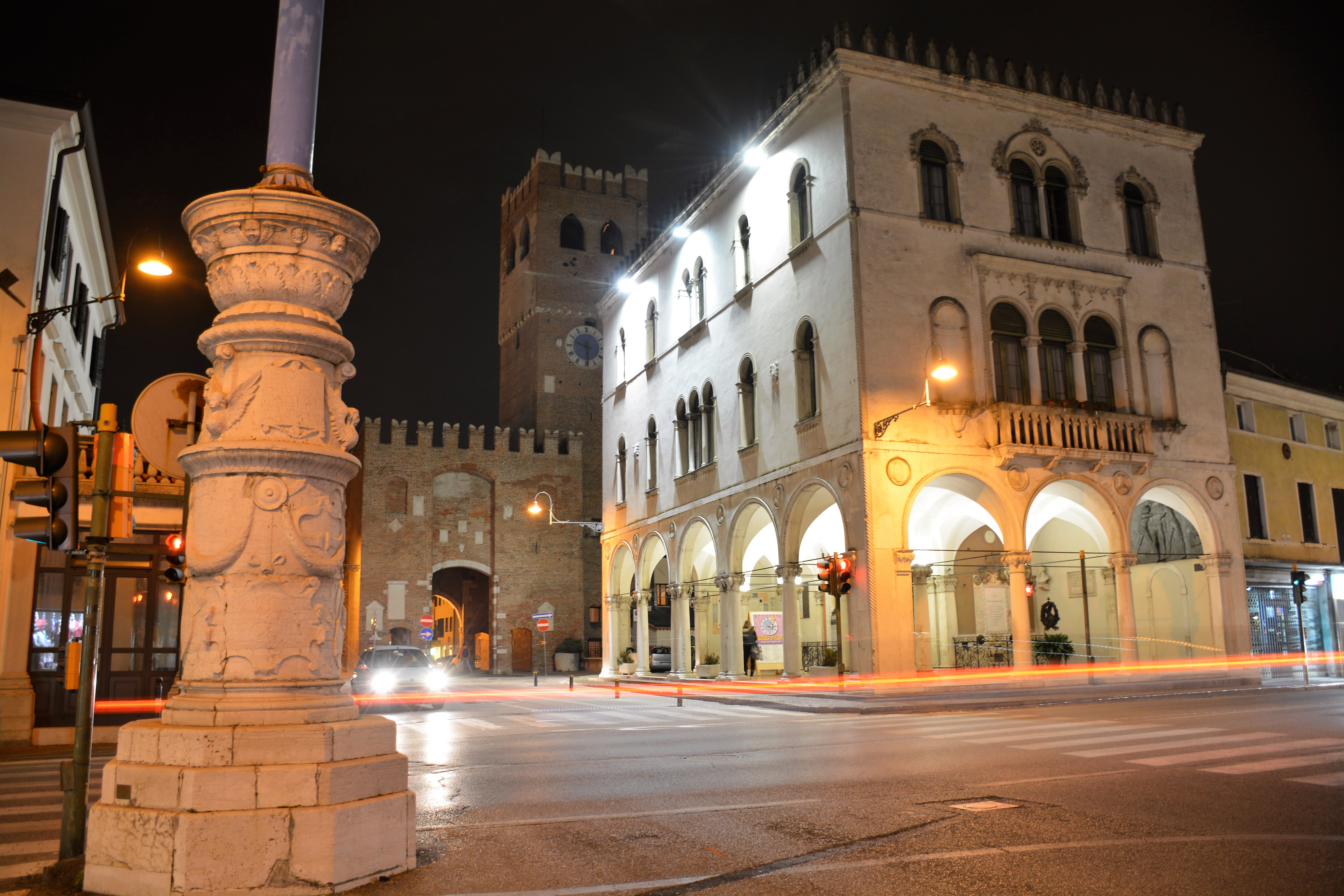
Palazzo della Loggia
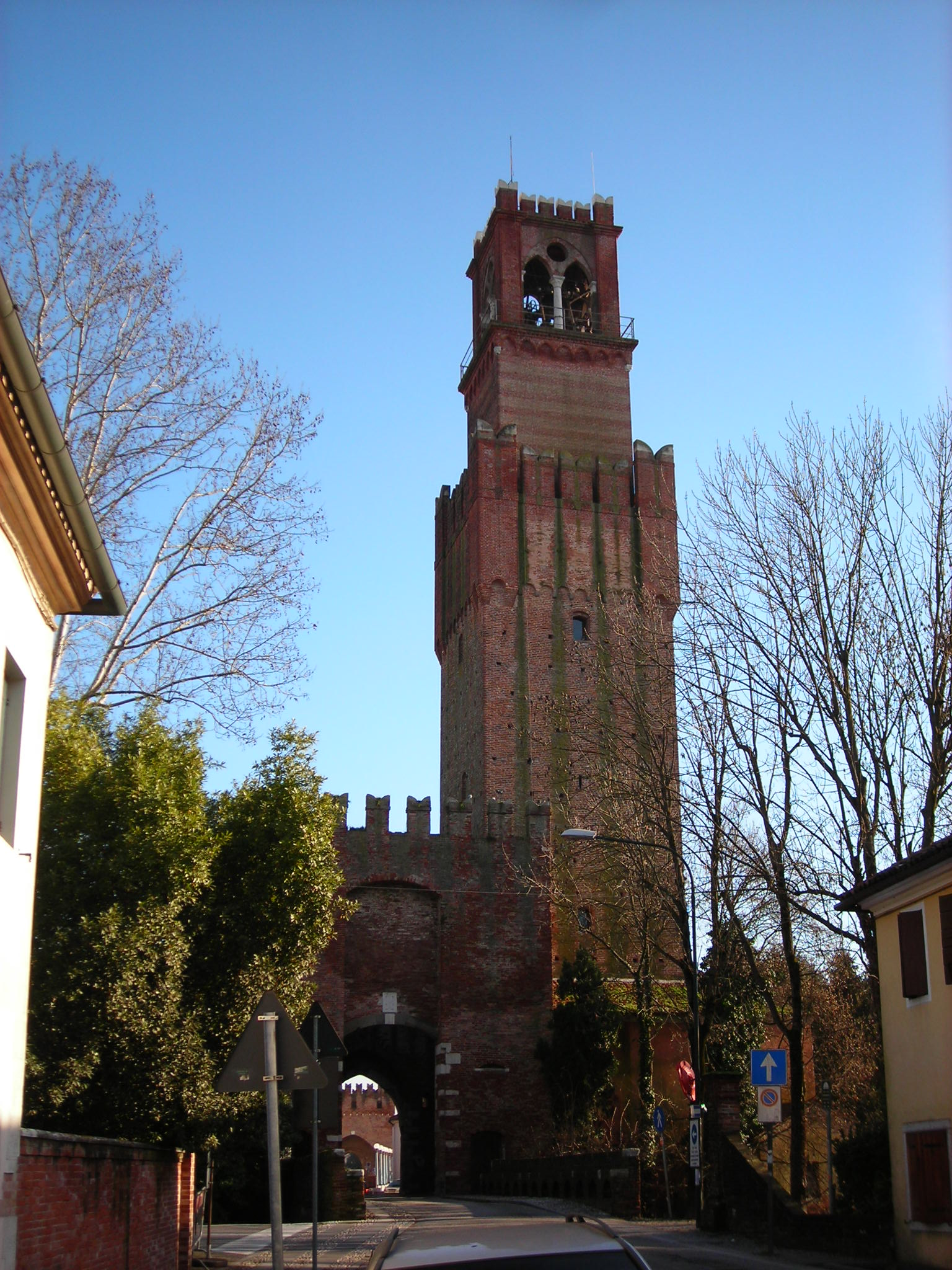
Torre Campana
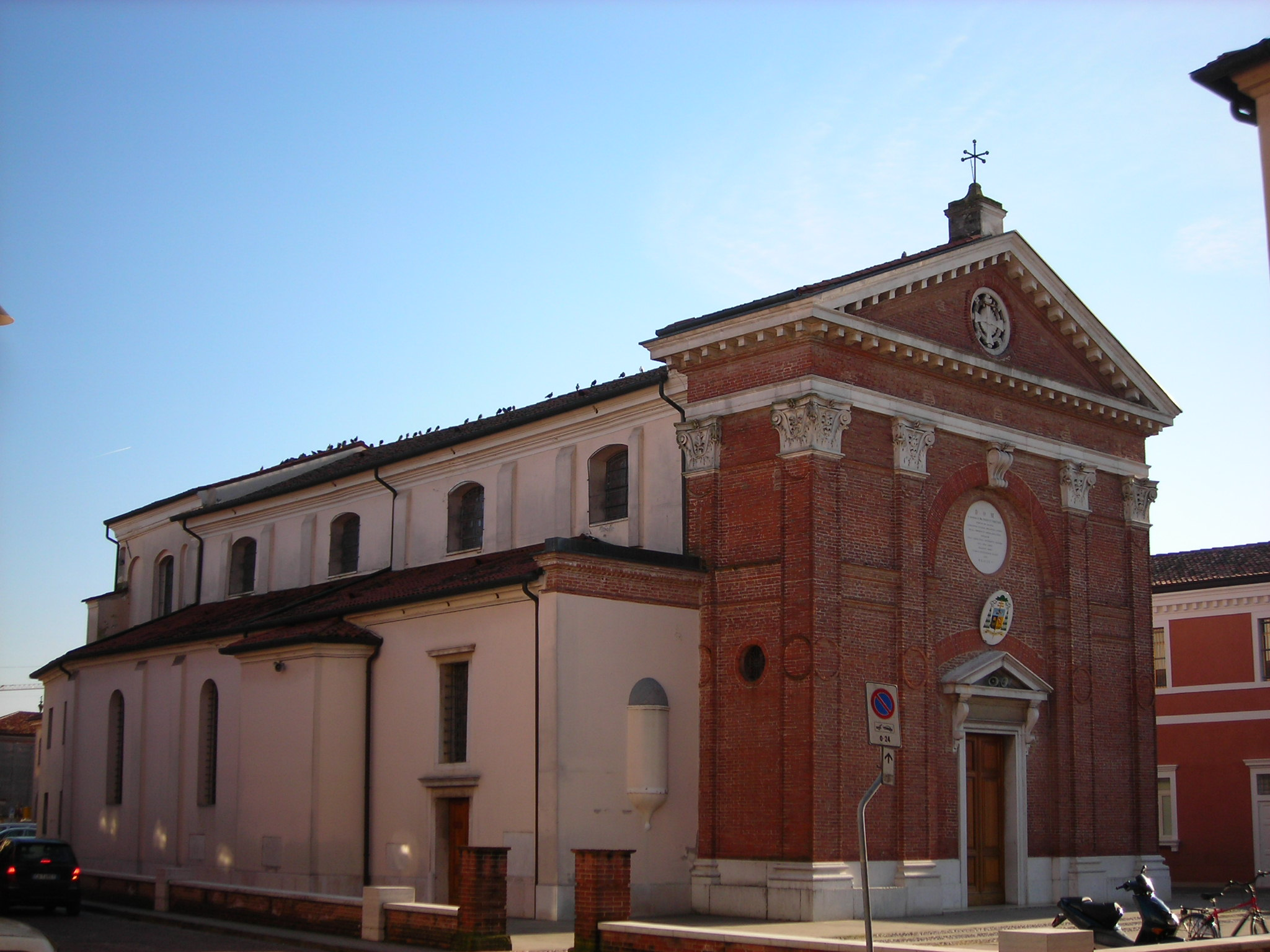
Pfarrkirche Santi Felice e Fortunato

## Persönlichkeiten
- Mario Rigo (1929–2019), Politiker; Bürgermeister Venedigs und MdEP
- Gino Malvestio (1938–1997), Ordensgeistlicher und römisch-katholischer Bischof von Parintins in Brasilien
- Elisabetta Pierazzo (1963–2011), Astronomin und Forscherin; der Mondkrater Pierazzo wurde nach ihr benannt
- Enrico Bertaggia (* 1964), Automobilrennfahrer
- Andrea Zorzi (* 1965), Volleyballspieler
- Marco Fortin (* 1974), Fußballtorwart